# Galga
A Galga patak Magyarországon folyik a Cserhátban és az Alföldön; a Zagyva jobb oldali mellékvize. A Szandai-hegy nyugati lábánál, Becske község (Nógrád vármegye) határában ered, és Jászfényszarunál ömlik a Zagyvába. Hossza 58 km, vízgyűjtő területe 288 km², vízhozama: 0–0,6 m³/s.
Az 1970-es évek elején szabályozták, előtte rendszeresen kiöntött és nagy károkat okozott. A szabályozást az aszódi GAVIT végezte. Ez a cég tartja karban a Galgát és vízgyűjtő területén a többi vízfolyást, patakot.

## Mellékvizei
- Némedi-patak
- Emse-patak
- Megyerke-patak